# Manuel Luna (judoka)
Manuel Luna (14 de agosto de 1945) es un deportista venezolano que compitió en judo. Ganó una medalla de bronce en los Juegos Panamericanos de 1975 en la categoría de –63 kg.

## Palmarés internacional
| Juegos Panamericanos | Juegos Panamericanos      | Juegos Panamericanos | Juegos Panamericanos |
| Año                  | Lugar                     | Medalla              | Categoría            |
| -------------------- | ------------------------- | -------------------- | -------------------- |
| 1975                 | Ciudad de México (México) | Medalla de bronce    | –63 kg               |